# Totalitarisme
Vous lisez un « bon article » labellisé en 2007.

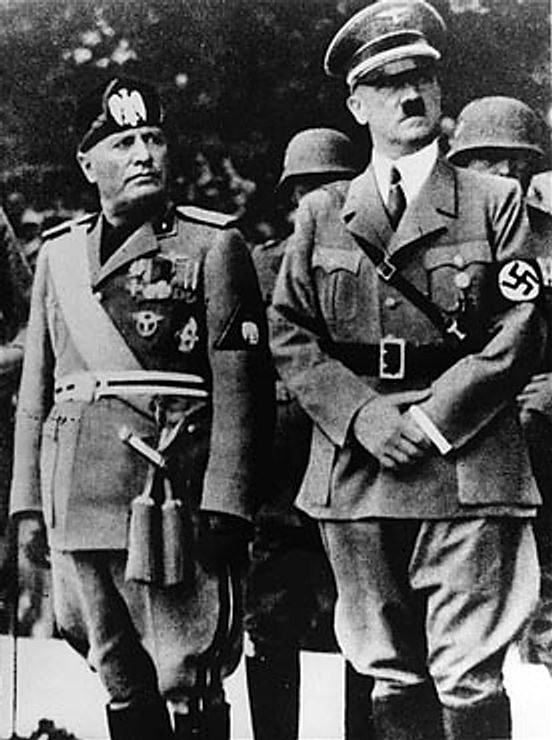
Benito Mussolini et Adolf Hitler, en 1937.

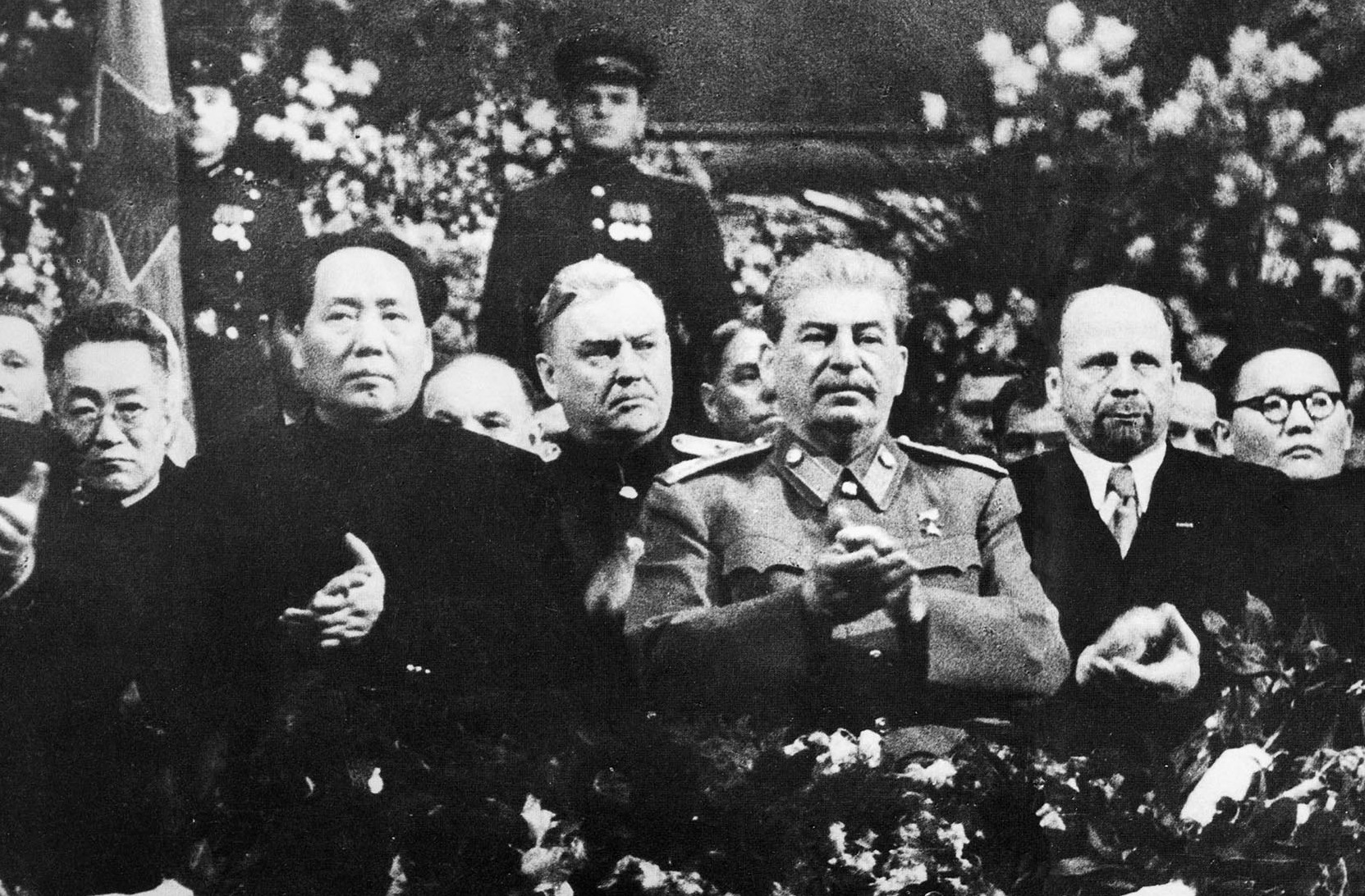
Mao Zedong et Joseph Staline, en 1949.

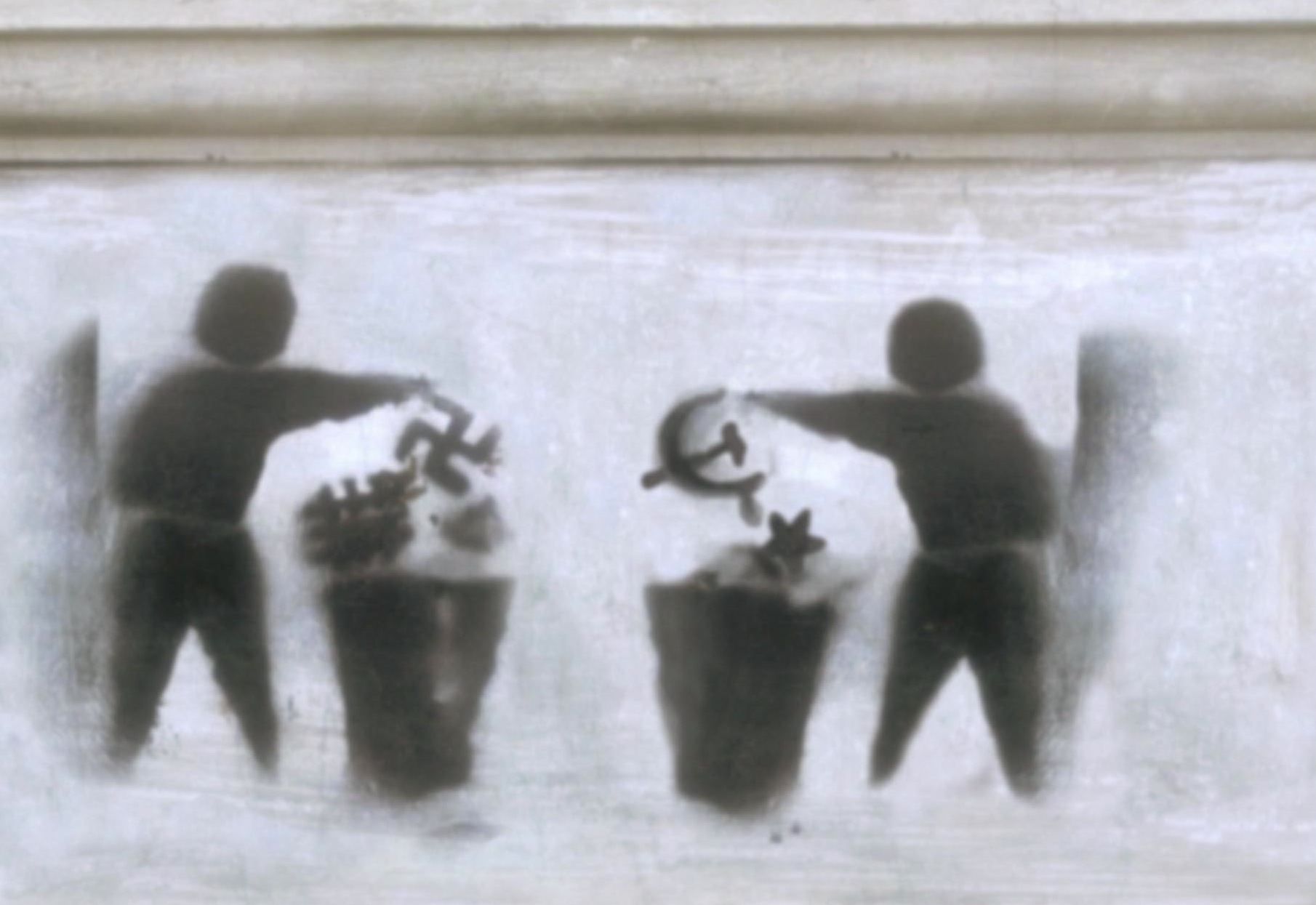
Tag anti-totalitaire sur un mur à Bucarest (2013).

Kim Il-sung, fondateur et premier dictateur de la Corée du Nord, un régime totalitaire.

Le totalitarisme est un régime ou système politique où n’existe plus qu’un parti unique, n'admettant aucune opposition organisée, et où l'État tend à exercer une mainmise sur la totalité des activités de la société. Un tel système restreint l'opposition individuelle à l'État. Il exerce ainsi un degré extrêmement élevé de contrôle sur la vie publique et privée. Il est considéré comme la forme d'autoritarisme la plus extrême et la plus complète. Dans les États totalitaires, le pouvoir politique est souvent détenu par des autocrates (c'est-à-dire des dictateurs ou des monarques absolus) qui utilisent des campagnes globales dans lesquelles la propagande est diffusée par les médias de masse contrôlés par l'État.
C'est un concept forgé au XXe siècle, durant l'entre-deux-guerres, avec une apparition concomitante de régimes totalitaires fasciste en Italie, nazi en Allemagne et stalinien en URSS. Le totalitarisme signifie étymologiquement « système tendant à la totalité » : issu de l'ouvrage de Hannah Arendt Les Origines du totalitarisme (1951 ; titre original : The Origins of Totalitarianism), le mot totalitarianism exprime l'idée que la dictature ne s'exerce pas seulement dans la sphère politique, mais dans toutes, y compris les sphères privée et intime, quadrillant toute la société et tout le territoire, en imposant à tous les citoyens l'adhésion à une idéologie obligatoire, hors de laquelle ils sont considérés comme ennemis de la communauté.
Les caractéristiques habituellement retenues pour définir le totalitarisme sont d'une part un monopole idéologique, c'est-à-dire la conception d'une vérité qui ne supporte aucun doute, ne tolère aucune critique, est imposée à tous et se trouve orientée par la lutte contre les ennemis du régime, et d'autre part un parti unique qui contrôle cette idéologie et la totalité de l'appareil étatique, c'est-à-dire dispose de l'ensemble des moyens de communication de masse utilisés comme des instruments de propagande et crée des structures d'embrigadement de chaque catégorie de la société. Le parti unique lui-même est idéalement sous le contrôle de son chef charismatique, autour duquel est formé un « culte du chef », faisant de lui plus qu'un simple dictateur, un guide pour son peuple, lui seul en connaissant les véritables aspirations. Le parti dispose également du monopole de la force armée, un système à la fois policier qui a recours à la terreur avec par exemple un réseau omniprésent d'agents dormants et de surveillance des individus, basé sur la suspicion, la dénonciation et la délation ; et également concentrationnaire afin de pouvoir se prémunir contre tout individu potentiellement suspect. Ainsi ces systèmes ont systématiquement recours à l'emprisonnement, la torture et l'élimination physique des opposants ou personnes soupçonnées de l'être, et à la déportation des groupes de citoyens jugés « suspects », « inutiles » ou « nuisibles ».

## Origines du concept
On peut définir le totalitarisme comme une idéologie qui « nie toute autonomie à l'individu et à la société civile et s'emploie à les supprimer autoritairement au profit d'une vision moniste du pouvoir et du monde ; recouvrant tous les aspects de la vie humaine, cette idéologie fonde et justifie la domination absolue de l'État ». À partir de cette définition simple et très généralement admise, ont été développées des interprétations et surtout des utilisations du concept de totalitarisme. Elles s'appuient en particulier sur l'analyse développée par Hannah Arendt (1906-1975) dans Les Origines du totalitarisme (1951). Le totalitarisme signifie étymologiquement « système tendant à la totalité ».
L'adjectif « totalitaire » (« totalitario ») apparut en Italie dès le mois de mai 1923 (on prête parfois son invention à Giovanni Amendola,, opposant et victime du fascisme). Ce concept fut d'emblée un instrument de pensée et de lutte politique. Son emploi se répandit dans les milieux antifascistes italiens. Ainsi Carlo Sforza (libéral républicain), Gaetano Salvemini (gauche anticommuniste) et surtout Luigi Sturzo (démocrate-chrétien) furent dans l'entre-deux-guerres des utilisateurs du concept de totalitarisme. En 1925, les théoriciens du fascisme reprirent de manière opportuniste le terme à leur compte, en lui attribuant une connotation positive, celle d'unité du peuple italien. Benito Mussolini exaltait sa « farouche volonté totalitaire », appelée à délivrer la société des oppositions et des conflits d'intérêts. Dans la seconde moitié des années 1920, l'ancien président du Conseil des ministres italien Francesco Saverio Nitti « aurait le premier établi des rapprochements entre la structure du fascisme italien et le bolchevisme ». Giovanni Gentile, théoricien du fascisme, mentionna le totalitarisme dans l'article « doctrine du fascisme » qu'il écrivit pour Enciclopedia Italiana et dans lequel il affirma que « … pour le fasciste tout est dans l'État et rien d'humain et de spirituel n'existe et il a encore moins de valeur hors de l'État. En ce sens le fascisme est totalitaire… ».
L'écrivain allemand Ernst Jünger, par son exaltation de la « mobilisation totale », décrit les contours du totalitarisme. Il célèbre la guerre et la technique moderne comme annonciatrices d'un nouvel ordre, incarné par la figure de l'ouvrier-soldat, œuvrant au sein d'une société encadrée et disciplinée comme une armée. Selon lui, la Première Guerre mondiale avait marqué un tournant historique vers cette forme nouvelle de civilisation : pour la première fois dans l'histoire de l'Europe, les forces humaines et matérielles du monde industriel moderne avaient été mobilisées dans leur « totalité » pour accomplir l'effort de guerre.
La première utilisation du terme de totalitarisme pour désigner dans le même temps les États fasciste et communiste semble avoir été faite en Grande-Bretagne en 1929. Dans les années 1930, le concept fut utilisé sous la plume d'écrivains pro-nazis. Carl Schmitt employait ce terme pour mettre en lumière la crise du libéralisme et du parlementarisme et exprimer la nécessité d'une politique plus autoritaire. Simone Weil écrivait en 1934 : « il apparaît assez clairement que l'humanité contemporaine tend un peu partout à une forme totalitaire d'organisation sociale, pour employer le terme que les nationaux-socialistes ont mis à la mode, c'est-à-dire à un régime où le pouvoir d'État déciderait souverainement dans tous les domaines, même et surtout dans le domaine de la pensée ».

Emblème de l'Association de Soutien à l'Autorité Impériale (大政翼賛会, Taisei Yokusankai), le parti fondé le 12 octobre 1940 par Fumimaro Konoe, qui visait à implanter au sein de l'empire du Japon une structure totalitaire destinée à promouvoir la guerre totale.

Le régime autoritaire franquiste issu de la guerre civile espagnole s’est défini comme totalitaire dans ses premières années, affirmant ainsi sa parenté avec le fascisme, avant d'effacer ce terme de la constitution espagnole. Il en est de même du régime impérial japonais lors de la première partie de l'ère Shōwa, à compter de la constitution de l'Association de Soutien à l'Autorité Impériale. En 1940, dans une entrevue accordée au New York Herald, le ministre des Affaires étrangères du cabinet de Fumimaro Konoe, Yōsuke Matsuoka, n'hésitait pas à faire l'apologie du totalitarisme, prédisant sa « victoire sans équivoque dans le monde » et « la banqueroute du système démocratique ».
Dans le monde anglo-saxon, William Henry Chamberlain et Michael Florinsky ont été parmi les premiers à faire usage du concept de totalitarisme. Divers théoriciens de gauche, comme Franz Borkenau ou Richard Löwenthal, ont employé le concept « pour caractériser tout ce qui leur paraît nouveau et spécifique dans le fascisme (ou le nazisme), en dehors de toute comparaison avec le communisme soviétique ». Le concept de totalitarisme cristallisait également la réflexion sur les formes modernes de tyrannie et, plus particulièrement, sur la violence exercée sur autrui, qui semblait inséparable du fonctionnement des régimes nazi et communiste. Finalement, les traits fondamentaux qui ont dominé la discussion de l'après-guerre sur le totalitarisme étaient déjà présents dans les années 1930. Pierre Hassner affirme : « On peut dire qu'en un sens Hannah Arendt n'a fait que nouer en une synthèse géniale […] les différents éléments en dégageant la logique qui les sous-tendait ».
Le pacte germano-soviétique, signé en 1939 entre l'Allemagne nazie et l'URSS, fut présenté par certains comme une illustration de l'apparition d'un nouveau type de régime (l'antithèse du libéralisme) qui ferait le lien entre les idéologies fasciste et soviétique. Par exemple, dans The Totalitarian Enemy, paru à Londres en 1940, l'ancien communiste autrichien Franz Borkenau voulait éclairer l'opinion publique sur les vrais enjeux de la guerre : il s'agissait de détruire le totalitarisme incarné dans le nazisme et le bolchevisme. Les différences entre ces deux courants étaient minimes pour l'auteur : le bolchevisme se limitait à un « fascisme rouge » et le nazisme à un « bolchevisme brun ». D'après Borkenau, la dynamique inhérente au marché capitaliste conduisait inévitablement à une centralisation et une planification de l'économie : la révolution totalitaire n'était rien d'autre que la révolution socialiste prophétisée par Karl Marx. Mais cette sous-estimation des différences entre le bolchevisme et le nazisme « ne diminue pas, selon Krzysztof Pomian, l'importance historique de Totalitarian Enemy. Y sont évoqués, en effet, presque tous les thèmes repris plus tard par l'abondante littérature consacrée au totalitarisme ».

## Des définitions diverses

### Définition selon Hannah Arendt

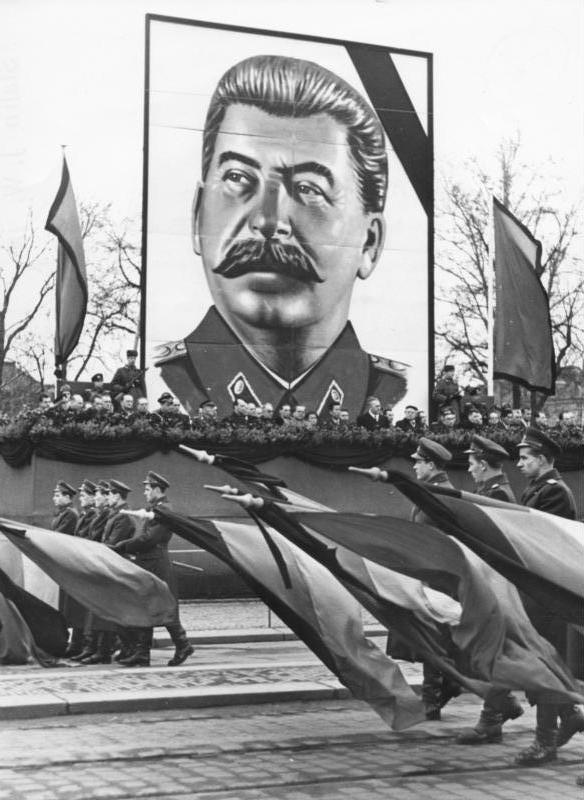
Parade en l'honneur de Staline, Dresde, Allemagne de l'Est, 1953.

La philosophe et politologue Hannah Arendt a apporté une définition du concept de totalitarisme dans son livre Les Origines du totalitarisme (1951). Selon elle, deux pays seulement avaient alors connu un véritable totalitarisme : l'Allemagne sous le nazisme et l'URSS sous Staline. Elle distingue toutefois des tendances ou des épisodes totalitaires en dehors de ces deux cas. Elle cite notamment le maccarthysme au début des années 1950 aux États-Unis ou encore les camps administratifs français où furent enfermés les réfugiés de la guerre d'Espagne.
Ces régimes n'admettent qu'un parti unique qui contrôle l'État, qui lui-même s'efforce de contrôler la société et plus généralement tous les individus dans tous les aspects de leur vie (domination totale). D'un point de vue totalitaire, cette vision est erronée : il n'y a qu'un parti parce qu'il n'y a qu'un tout, qu'un seul pays, vouloir un autre parti c'est déjà de la trahison ou de la maladie mentale (une forme de trouble dissociatif de l'identité, amenant à se croire plusieurs alors qu'on est un).
Le totalitarisme tel qu'il est ainsi décrit par Hannah Arendt n'est pas tant un « régime » politique qu'une « dynamique » autodestructrice reposant sur une dissolution des structures sociales. Elle distingue plusieurs « phases » de la domination totalitaire- l'abolition de la personne juridique, la dissolution de la conscience morale et la destruction de la spontanéité individuelle, donc des conditions de l'action libre.
Dans cette optique, les fondements des structures sociales ont été volontairement sabotés ou détruits : les camps pour la jeunesse ont par exemple contribué à saboter l'institution familiale en instillant la peur de la délation à l'intérieur même des foyers, la religion est interdite et remplacée par de nouveaux mythes inventés de toutes pièces ou recomposés à partir de mythes plus anciens, la culture est également une cible privilégiée. Hanns Johst avait ainsi écrit dans une pièce de théâtre : « Quand j'entends le mot culture, j'enlève le cran de sûreté de mon Browning » (cette phrase a également été prononcée en public par Baldur von Schirach, chef des Jeunesses hitlériennes).
L'identité sociale des individus laisse place au sentiment d'appartenance à une masse informe, et est sans valeur aux yeux du pouvoir ou même à ses propres yeux. La dévotion au chef et à la nation devient la seule raison d'être d'une existence qui déborde au-delà de la forme individuelle pour un résultat allant du fanatisme psychotique à la neurasthénie. La domination totale est réalisée : les « ennemis objectifs » font leur autocritique pendant leurs procès et admettent la sentence. Les agents du NKVD russe arrêtés avaient ainsi un raisonnement du type « si le Parti m'a arrêté et désire de moi une confession, c'est qu'il a de bonnes raisons de le faire ». Arendt remarque en outre qu'aucun agent arrêté n'a jamais tenté de dévoiler un quelconque secret d'État, et est toujours resté fidèle au pouvoir en place, même lorsque sa mort était assurée.
Les sociétés totalitaires se distinguent par la promesse d'un « paradis », la fin de l'Histoire ou la pureté de la race par exemple, et fédèrent la masse contre un ennemi objectif. Celui-ci est autant extérieur qu'intérieur et sera susceptible de changer, selon la réinterprétation des lois de l'Histoire (lutte des classes) ou de la Nature (lutte des races) prévalant à un moment donné. Les sociétés totalitaires créent un mouvement perpétuel et paranoïaque de surveillance, de délation et de retournement. Les polices et les unités spéciales se multiplient et se concurrencent dans la plus grande confusion.
Contrairement aux dictatures traditionnelles (militaires ou autres), le totalitarisme n'utilise pas seulement la terreur dans le but d'écraser l'opposition. La terreur totalitaire continue même lorsque toute opposition est écrasée. Même si le groupe considéré comme un ennemi a été anéanti (par exemple les trotskistes en URSS), le pouvoir en désignera continuellement un autre. Hitler et les nazis avaient ainsi prévu l'extermination des peuples ukrainiens, polonais et russes une fois les Juifs éliminés.
Des purges régulières ordonnées par le chef de l'État, seul point fixe, donnent le tempo d'une société qui élimine par millions sa propre population, se nourrissant en quelque sorte de sa propre chair. Les régimes totalitaires se distinguent des régimes autoritaires et dictatoriaux par leur usage permanent de la terreur, contre l'ensemble de la population (y compris les « innocents » aux yeux même de l'idéologie en vigueur) et pas seulement contre les opposants réels. L'usage permanent de la terreur a pour corollaire celui de la propagande, omniprésente dans un État totalitaire.
Par ailleurs, le totalitarisme n'obéit souvent à aucun principe d'utilité : les structures administratives sont démultipliées sans se superposer, les divisions du territoire sont multiples et ne se recoupent pas. La bureaucratie est consubstantielle du totalitarisme. Tout cela a pour effet de supprimer toute hiérarchie intermédiaire entre le chef et les masses, et de garantir la domination totale, sans aucun obstacle la relativisant. Le chef commande directement et sans médiation tout fonctionnaire du régime, en tout point du territoire. Le totalitarisme est à différencier de l'absolutisme et de l'autoritarisme (où la source des lois, la légitimité du chef sont extérieures au pouvoir exercé par le régime, comme Dieu ou encore les lois de la nature ; « même le plus draconien des régimes autoritaires est lié par des lois »). Dans le cas de l'autoritarisme, toute la société est hiérarchisée et le pouvoir se transmet de couche en couche, du sommet de la pyramide vers le bas alors que dans le cas du totalitarisme, aucune instance intermédiaire ne vient relayer, voire atténuer l'autorité du chef totalitaire.
Dans son introduction à une nouvelle édition de The Origins of Totalitarianism, en 1966, Hannah Arendt s’est opposée à l’usage idéologique du terme de totalitarisme pour tous les régimes communistes à parti unique.
L’ouvrage d'Arendt a convaincu la majorité de l’opinion et reçu de nombreux éloges. Michelle-Irène Brudny, traductrice de l'œuvre de Arendt, considère néanmoins que sa pensée comporte des exagérations, dans sa prétention de tout englober : « le philosophe, parfois intrépide ou, plus sûrement, devenu téméraire par sa volonté obsessive de comprendre, se sent tenu, au risque du paradoxe, de produire une interprétation "générale" ».

### Définition selon Carl Joachim Friedrich
Dans les années 1950, le politologue Carl Joachim Friedrich et son assistant Zbigniew Brzeziński identifient comme « totalitaire » un régime dans lequel on trouve six éléments : une idéologie officielle, un parti « de masse » unique, la terreur policière, le monopole des médias, celui des forces armées et une économie planifiée.

### Définition selon Claude Lefort
Claude Lefort fait partie des théoriciens du politique qui postulent la pertinence de la notion de totalitarisme, dont relèvent le stalinisme comme le fascisme, et considèrent le totalitarisme comme différent en son essence des grandes catégories utilisées par le monde occidental depuis la Grèce antique, telles que la dictature ou la tyrannie. Cependant, contrairement aux auteurs comme Hannah Arendt qui limitent la notion à l’Allemagne nazie et à l’Union soviétique entre 1936 et 1953, Lefort l’applique aux régimes d’Europe de l’Est dans la deuxième moitié du XXe siècle, c’est-à-dire à une époque où la terreur, un élément central du totalitarisme chez d’autres auteurs, avait perdu sa dimension paroxystique. C’est à l’étude de ces régimes, et à la lecture notamment de L'Archipel du Goulag (1973) d’Alexandre Soljenitsyne, qu’il a développé son analyse du totalitarisme. Sans la théoriser en un ouvrage unifié, il a publié en 1981 : L'Invention démocratique : les limites de la domination totalitaire, recueil d’articles parus entre 1957 et 1980.

### Définition selon Bernard-Henri Lévy
Bernard-Henri Lévy (BHL) opère une critique des causes du totalitarisme proche de celles d’André Glucksmann, et des prises de position que prend Michel Foucault en 1977. Centrée par Glucksman sur la question de la responsabilité de la philosophie allemande dans la construction du nazisme et du stalinisme, la critique qu'envisage BHL, et sa définition du schéma totalitaire, se déplacent sur le terrain de la désirabilité de la révolution, selon des données que Foucault conçoit ainsi dans un entretien publié en 1977 : « Le retour de la révolution, c’est bien là notre problème. Il est certain que, sans lui, la question du stalinisme ne serait qu’une question d’école – simple problème d’organisation des sociétés ou de validité du schéma marxiste. Or c’est de bien autre chose qu’il s’agit, dans le stalinisme. Vous le savez bien : c’est la désirabilité même de la révolution qui fait aujourd’hui problème ».
Dans son essai, La Barbarie à visage humain, BHL met en cause la positivité pure liée au désir de la révolution – non pas d'une révolution, mais de la révolution, décisive, radicale, finale –, et à l'optimisme conceptuel, délibéré et assumé, qui « dope » alors la pensée. L'optimisme ne dépend plus, dans ce cas, d'un trait de caractère, mais d'une construction idéologique. Désir du meilleur, l’optimisme ainsi conçu créerait la condition qui permet d’accomplir jusqu’au pire avec la conviction de s’améliorer sans cesse. Les totalitarismes, quelles que soient leurs différences par ailleurs, se reconnaîtraient, tant dans leurs théories que dans leur pratique, à l'exigence de requérir la perception d'une dynamique purement positive, optimisante et énergisante, associée à l'idée d'une providence toute-puissante et naturelle, qui mènerait nécessairement les hommes vers une « société bonne » méthodiquement « épurée » de ses éléments « corrupteurs ».

### Autres contributions à la réflexion philosophique sur le totalitarisme

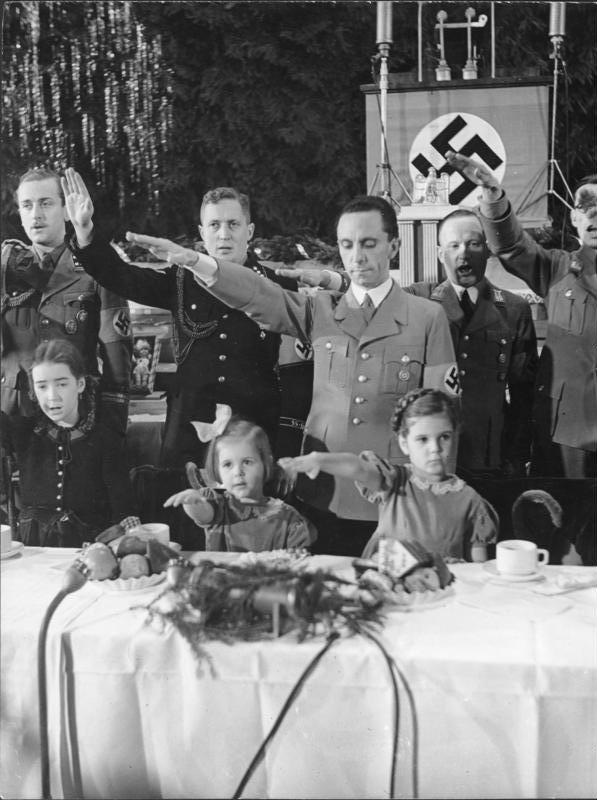
Joseph Goebbels, ses enfants et des dignitaires faisant le salut fasciste à la fête de Noël 1937.

De nombreux philosophes, cherchant à trouver une explication aux tragédies du XXe siècle, ont traité de la question du totalitarisme. Le courant philosophique recherchant « l’essence » du totalitarisme a mis l’accent sur son contenu idéologique et ses méthodes.
Le fascisme, le nazisme et le stalinisme ont été interprétés en tant que « religions séculières ». Le philosophe allemand Eric Voegelin a construit une analyse du XXe siècle sur la base de cette notion. Les idéologies totalitaires remplaçaient la religion, car elles demandaient à leurs adeptes de croire à la promesse d’un salut sur terre.
Pour Marcel Gauchet, certains totalitarismes comme le stalinisme, le fascisme et le nazisme étaient des « religions séculières », des expériences de croyance qui entraînaient le fanatisme. Au-delà de leur antagonisme premier, ce qui unit ces totalitarismes et font leur séduction est la restauration sous des formes modernes de sociétés passées qui étaient organisée par la religion : recours au culte de la personnalité, sacralisation du lien entre le peuple et l'État via le parti unique comme auparavant le clergé, obsession propagandiste et de l'unité de la foi.
Soutenue par plusieurs auteurs, l'assimilation plus ou moins poussée de l'idéologie totalitaire à la religion a été critiquée par Hannah Arendt pour qui le fait que l'idéologie accomplit une fonction similaire à celle de la religion ne justifie pas de confondre les deux notions,.
Waldemar Gurian, historien et essayiste d’origine russe émigré aux États-Unis en 1937, a introduit la notion d’« idéocratie ». Selon Gurian, les totalitarismes bolchevique et nazi, en tant que régimes engendrés et structurés par une idée, étaient « idéocratiques ». L’idéocratie désignait toute forme d’organisation politique où il y avait fusion entre le pouvoir et une idéologie donnée. Le terme s’appliquait fréquemment aux régimes où un parti unique avait la mainmise sur l’appareil étatique.
L’historien israélien Jacob Talmon a également perçu le totalitarisme comme le produit d’une idée. D’après lui, le totalitarisme avait sa matrice dans la philosophie des Lumières. L’intelligentsia russe a été influencée par le messianisme politique du XVIIIe siècle, c’est-à-dire par l’annonce d’un avenir radieux et par l’affirmation qu’il existe en politique une vérité, une seule. Jacob Talmon considérait Jean-Jacques Rousseau (auteur de la théorie de la volonté générale), Maximilien de Robespierre (le premier praticien de la Terreur, selon lui) et Gracchus Babeuf (le premier conspirateur communiste, selon lui) comme des précurseurs du totalitarisme.
Alain Besançon a repris l'analyse du totalitarisme comme idéocratie : « L'idéologie n'est pas un moyen du totalitarisme mais au contraire le totalitarisme est la conséquence politique, l'incarnation dans la vie sociale de l'idéologie ». Comme Jacob Talmon, Alain Besançon voit dans la Révolution française la matrice du totalitarisme et porte un regard très critique sur l'héritage rationaliste des Lumières. Ce regard sur la Révolution française est récusé par la plupart des historiens spécialisés dans cette période, tels que JC Martin, par exemple.

### Modèle totalitaire
Dans les années 1950, le concept de totalitarisme a été perfectionné en un « modèle » par des politologues soucieux d’aboutir à une catégorisation des régimes politiques. Le modèle du totalitarisme a été formé par opposition à d’autres modèles, comme les modèles des régimes « démocratiques-constitutionnels » et « autoritaires-conservateurs ».
Sous le titre de Permanent Revolution, Sigmund Neumann a publié une étude sur le totalitarisme en 1940. Il insistait sur le fait que l'État totalitaire menait une « révolution permanente », tandis que les autoritarismes traditionnels avaient généralement été conservateurs. Selon Neumann, le caractère principal des régimes totalitaires était d'institutionnaliser la révolution, ce qui leur permettait d'assurer leur propre perpétuation.
Mais lorsque les historiens s'emparent du concept, c'est beaucoup plus selon la définition fixée, à l'origine, par le politologue Carl Friedrich, qui a permis au concept de totalitarisme d'acquérir sa pleine légitimité dans le domaine des sciences sociales. L'ouvrage écrit par Friedrich et son jeune collaborateur de l'université Harvard Zbigniew Brzeziński est, selon Enzo Traverso, « le livre qui a le plus polarisé le débat pendant les années cinquante et soixante ». Leur analyse du totalitarisme a représenté pendant longtemps le traitement théorique qui a fait le plus autorité. Les deux auteurs présentaient un « syndrome » du totalitarisme comportant cinq caractéristiques fondamentales :
1. un parti unique contrôlant l'appareil d'État et dirigé par un chef charismatique ;
2. une idéologie d'État promettant l'accomplissement de l'humanité ;
3. un appareil policier recourant à la terreur ;
4. une direction centrale de l'économie et ;
5. un monopole des moyens de communication de masse.

Dans cette vision, les dictatures totalitaires, en tant que forme nouvelle et extrêmement moderne d'autoritarisme, étaient la forme achevée du despotisme. De plus, les sociétés totalitaires étaient présentées comme fondamentalement semblables entre elles.
On peut y ajouter comme autres aspects pratiques, la prise en main totale de l'éducation pour la fonder sur l'idéologie et la mise en place d'un réseau omniprésent de surveillance de l'individu. La technique est prépondérante : ce sont les techniques modernes qui permettent au pouvoir politique une emprise totale sur les populations. L’État totalitaire consiste en une énorme bureaucratie d’une efficacité sans failles. Une des caractéristiques du totalitarisme est d'enrégimenter physiquement et mentalement la population. L’idéologie constitue un instrument de gouvernement sans pareil, par l'endoctrinement des populations. La propagande a l’effet d’un lavage de cerveau, permettant d’obtenir l’assentiment du peuple. Selon Claude Polin, les idéologies totalitaires permettent « de mettre les esprits mêmes en esclavage, et de tarir toute révolte à sa source vive, en ôtant jusqu’à son intention même ».
Les politologues de la période des totalitarismes européens tiraient des conclusions très pessimistes pour le futur. Selon eux, il était improbable que les dictatures totalitaires, compte tenu de leur dynamique interne, s’effondrent d’elles-mêmes ou soient renversées par une révolution. Il y avait aussi d’énormes obstacles à la libéralisation du régime, étant donné l'arbitraire de la loi et l’absence d’initiative démocratique. Les structures du totalitarisme le rendaient incapable d’évoluer, mais pas incapable de se reproduire. Cet État tout-puissant tâchait même d’étendre son emprise sur l’ensemble du monde. Les projets totalitaires de révolution mondiale semblaient seulement pouvoir être contrecarrés par une intervention militaire extérieure, comme cela s’était passé face au nazisme.
Dans son premier livre traitant du totalitarisme soviétique, Brzezinski mettait l’accent sur la mobilisation totale des ressources par l’État, sur l’anéantissement de toute opposition et sur la terreur générale. La purge, perçue comme le noyau du totalitarisme, « satisfait les besoins du système en dynamisme et en énergie continuels ». Dans cet ouvrage, Brzezinski prévoyait la constante aggravation du totalitarisme. Les mouvements totalitaires étaient particulièrement redoutables car « leur dessein est d’institutionnaliser une révolution qui progresse en étendue, et souvent en intensité, à mesure que le régime se stabilise au pouvoir. L’objectif de cette révolution est de pulvériser toutes les unités sociales existantes afin de remplacer l’ancien pluralisme par une unanimité homogène ».
La destruction de la société ancienne, par l’application croissante de mesures de coercition, vise à reconstruire la société et l’homme lui-même selon des conceptions « idéales » définies par l’idéologie. « La terreur devient donc une conséquence inévitable, ainsi qu’un instrument, du programme révolutionnaire ». Dans son analyse du totalitarisme soviétique, Brzezinski accordait un grand poids à l’idéologie révolutionnaire qui, sous la main d'un parti unique bureaucratisé, engendrait un impact social total.
Le politologue reconnaît que « le système politique de Khrouchtchev n’est pas le même que celui de Staline, bien que les deux puissent être généralement décrits comme totalitaires ». Sous Khrouchtchev, la terreur a laissé place à une politique d’endoctrinement qui est devenue la principale caractéristique du système. Mais quand le dynamisme et le zèle révolutionnaires décroissent, « le système est renforcé par des réseaux de contrôle complexes qui imprègnent toute la société et mobilisent ses énergies à travers une pénétration très fine ».
Betty Brand Burch a résumé ainsi la définition classique du totalitarisme : « le totalitarisme est une forme extrême de dictature caractérisée par le pouvoir illimité et démesuré des dirigeants, la suppression de toutes formes d’opposition autonome et l’atomisation de la société d’une façon telle que quasiment chaque phase de la vie devient publique et donc sujette au contrôle de l’État ».
D'après la définition de Raymond Aron, le totalitarisme qualifie les systèmes politiques dans lesquels s'accomplit « l'absorption de la société civile dans l'État » et « la transfiguration de l'idéologie de l'État en dogme imposé aux intellectuels et aux universités ». L'État, relayé par le parti unique, exercerait en ce sens un contrôle total sur la société, la culture, les sciences, la morale jusqu'aux individus mêmes auxquels il n'est reconnu aucune liberté propre d'expression ou de conscience.

## Communication politique dans les régimes totalitaires

### Propagande nazie
Le XXe siècle a été profondément marqué par la montée des régimes totalitaires, tel que celui d'Adolf Hitler. En effet, lorsqu’en 1933 celui-ci prend le pouvoir en tant que chancelier à la tête du NSDAP, l’Allemagne subit les prémices d'une immense propagande. Le chancelier mobilise les domaines sociaux, économiques, politiques et autres afin d'endoctriner la nation et d’en former une tout autre. Le régime nazi a mis l’art de la communication politique au service de l’antisémitisme et de sa propagande.
Premièrement, grâce à ses talents d’orateur charismatique et démagogue, Hitler apprivoise les médias de masse les plus efficaces pour la diffusion de son idéologie. Le dictateur utilise majoritairement la radio et certains journaux pour exposer ses idées. Ses interventions publiques et ses discours gagnent en notoriété grâce à une maîtrise impressionnante de l’émotion cultivée intelligemment afin de renforcer le nationalisme allemand. Le caractère solennel du chancelier fonctionne pour défendre sa dictature. Ses mots et leurs diffusions participent à un nouveau rêve commun du retour de la grandeur et de la glorification de l’Allemagne.

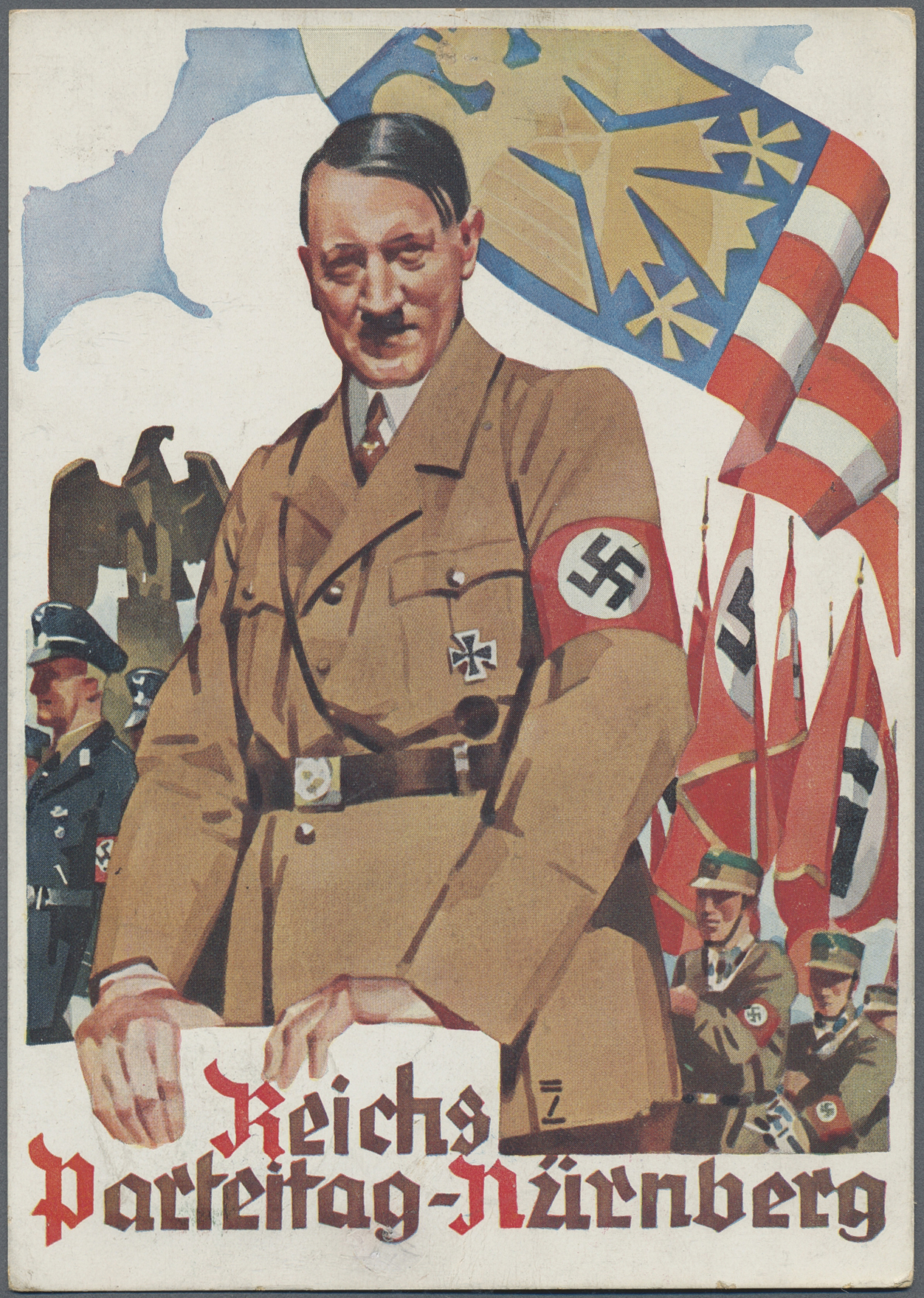
Affiche nazie comme méthode de propagande.

Le dictateur allemand ne s’arrête pas à la simple séduction des nationalistes allemands mais décide de la création d’une branche de son gouvernement destiné à la propagande. Il désigne Joseph Goebbels comme ministre. Celui-ci va concentrer sa stratégie au  cœur de l’aspect public de la communication politique en manipulant l'opinion par le contrôle de son accès à l’information mais aussi par le contrôle de l’information elle-même. La culture allemande devient alors un ensemble de produits nazis : des films sont réalisés pour cultiver le régime, des affiches sont sur tous les murs du pays, les radios diffusent les mêmes idées et les mêmes discours en boucle, les symboles de croix gammées antisémites sont partout et façonnent l'idéologie raciale nazie du Führer.
On peut alors illustrer ces stratégies par le film “Le triomphe de la volonté” réalisé par Léni Riefenstahl en 1935 qui raconte et illustre les Procès historiques de Nuremberg avec puissance, cultivant la grandeur nazie et la manipulation (lorsque les procès condamnent en réalité les crimes nazis de la Seconde Guerre mondiale). La radio “Museau de Goebbels : DKE38”, radio nazie qui diffusait non seulement le message nazi mais le revendique avec son esthétique car on aperçoit une croix gammée et un aigle, symboles historiques nazis, sur sa caisse de son. Ou encore le journal antisémite Der Stürmer diffusant la haine de la communauté juive, sa discrimination et sa caricature.
La politique allemande crée alors ses propres symboles, ses rituels, ses événements qui unissent la nation endoctrinée et fière. Finalement la dictature allemande se focalise sur un aspect majeur de la propagande et sur sa pérennité : l’éducation nazie. Sous le régime d'Adolf Hitler, l’école est transformée et est alors faite de doctrines strictes et cruelles. Les enfants aryen vont à l’école nazie pour cultiver leur supériorité raciale, apprendre l’histoire biaisée du monde, en apprendre sur leurs ennemis et sur les moyens de les rejeter. La propagande du nationalisme extrémiste va jusqu’à former les enfants à une nouvelle génération nazie dévouée et loyale envers son dictateur.Grâce à cette propagande méticuleusement élaborée, les messages de haine, l’idéologie antisémite, la xénophobie, et la discrimination de l’ennemi “inférieur” sont des idéaux naturellement partagés à l’encontre des minorités.

### Propagande fasciste
Pendant la montée du régime fasciste de Mussolini, le dictateur emploie plusieurs méthodes afin de renforcer la propagande et ses idéologies radicales. En effet, le dictateur italien utilise des moyens de communication comme la radio, la presse italienne, mais surtout, l’éducation des jeunes à l’école afin d'homogénéiser les idées et les opinions de tous les Italiens.

Uniforme fasciste que les élèves devaient obligatoirement porter à l'école.

Le secteur de l’éducation a joué un grand rôle dans la propagande fasciste. Le régime de Mussolini a changé le curriculum des écoles afin d’endoctriner les jeunes et à les inciter à supporter les idéologies fascistes. Givionna Gentile, un philosophe italien, fut un personnage important dans la montée du fascisme en supportant les idéologies fascistes de Mussolini. Gentile cherche à unifier le pays et faire en sorte que les générations futures supportent le régime et ont un amour pour celui-ci. Il y a donc une création d’un fort nationalisme et un attachement à la patrie italienne. Pour cela, les dirigeants fascistes changent le curriculum des écoles. On commence à enseigner le français comme langue secondaire. En effet, on observe une hausse de production de manuels français pendant le règne de Mussolini. Cette hausse est expliquée par l’envie d’une forte cultivation des générations futures par le fait que la langue française était la langue diplomatique dans le temps. De plus, l’Italie voyait la France comme une force importante sur le continent européen et l’utilisait en tant que modèle qui a inspiré les nouvelles réformes. Pour que la propagande soit efficace dans les lycées, il fallait absolument que les enseignants, qui s’occupent de l’éducation des jeunes, soient favorables au régime fasciste. Afin d’assurer que les enseignants, surtout ceux avec des idées de gauche, soutiennent le régime, le dictateur les menaçait de perdre leur emploi. Les enseignants étaient donc forcés à obéir aux idéologies du régime, puisque la situation économique du pays demeurait instable, ce qui ne leur permettait pas de perdre leur emploi et leur revenu. En 1935, le Grand Conseil du fascisme met en place le “samedi fasciste”. Tous les samedis, les citoyens italiens devaient consacrer leur après-midi pour des activités culturelles et sportives afin de les endoctriner aux idéologies fascistes.
La sphère éducationnelle n'était pas la seule qui a été manipulée par la doctrine fasciste. En effet, on trouve une forte censure et de contrôle de la presse italienne. Pendant la Première Guerre mondiale, Giovanni Giolitti, le premier ministre dans le temps, adopte des lois qui censurent la presse italienne afin de supporter le gouvernement italien et l’effort de guerre. Vers la fin de la Première Guerre mondiale, la presse italienne retrouve son indépendance quant aux publications de celle-ci. Cependant, cette liberté ne demeure pas longtemps, puisqu’avec l’arrivée du régime fasciste de Mussolini, la presse italienne revit une censure, et cette fois-ci, elle est plus sévère. En 1925, plusieurs lois dites fascistissimes apparaissent, dont la loi sur la presse. Mussolini met en place une loi qui révoque le droit à la presse de divulguer toutes informations qui vont contre le régime fasciste et l’effort de guerre. En effet, les presses italiennes étaient surveillées par le gouvernement de Mussolini pour s’assurer qu’elles respectent les lois établies. Toutes personnes qui parlaient contre le régime pouvaient se retrouver emprisonnées, et les organes de presse pouvaient être fermées par le gouvernement fasciste. Or, tous les moyens de communications devaient se soumettre au régime et avaient perdu toutes formes de liberté d’expression. Il était interdit que la presse italienne publie des articles qui remettaient en question et critiquaient le gouvernement fascicste. Le contrôle de la presse et de tous les moyens de communication ont donc favorisé la propagande puisque les citoyens italiens n’étaient pas exposés à des points de vue différents et les opinions sur le régime étaient homogénéisées.

### Propagande de Staline
Lors de la Seconde Guerre mondiale, l'URSS (anciennement la Russie) est gouvernée par le dictateur Staline. Ce dernier utilise des méthodes de propagande similaires à l’Allemagne nazie et à l'Italie fasciste  afin d’instaurer son idéologie et de légitimer son pouvoir au sein de la population.

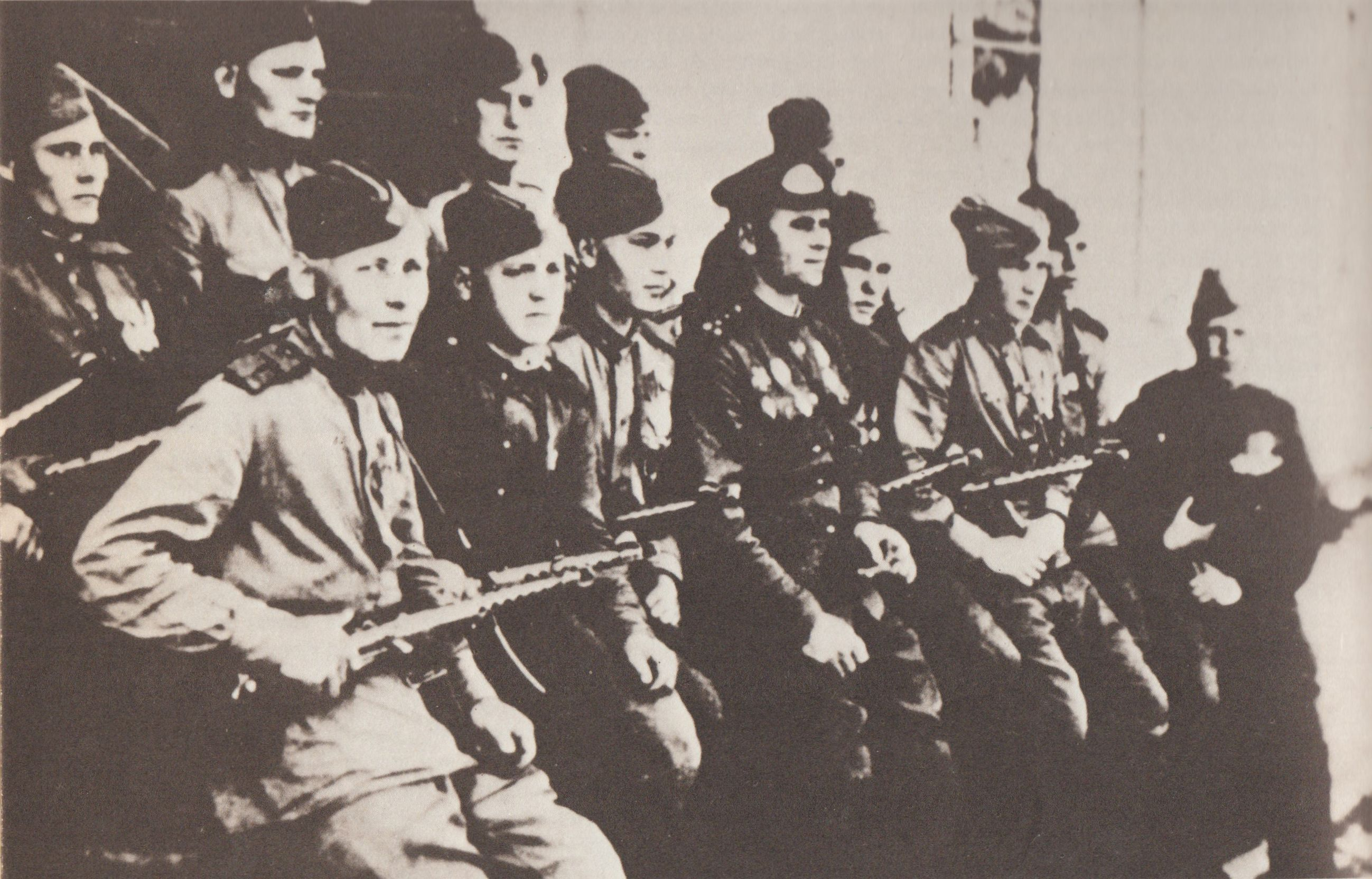
Soldats de l'Armée rouge

Dans un premier temps, on observe une propagande militaire avec la création de l’armée rouge composée de 1 800 000 hommes aguerris. L’armée va alors instaurer un climat de terreur, de répression violente. À l’échelle internationale c’est une des plus grandes armée du monde, cela montre la puissance de l’URSS. Des défilés militaires sont organisés avec des chants patriotiques glorifiant Staline “le petit père du peuple”.
Afin de développer une propagande efficace, le dictateur met en place des organisations comme les pionniers pour les jeunes enfants de 10 à 14 ans ou encore les Komsomols pour les organisations de jeunesse communiste pour tous les jeunes de 14 à 29 ans. Dès le plus jeune âge, les enfants du pays sont endoctrinés, Ils apprennent les valeurs patriotiques et idolâtre leur chef. Par conséquent, le développement de l’esprit critique est biaisé car ils ont accès à une seule et même opinion sous peine d’être réprimandé.
Staline est un dictateur qui s’est beaucoup orienté dans le domaine culturel pour faire de la propagande. Celle-ci est renforcée dans l’industrie culturelle dans les années 1940. Le dictateur fait appel à de grands cinéastes afin de réaliser de beaux reportages pour montrer la puissance de l’URSS qui prépare sa prochaine riposte face aux ennemis. Par conséquent, Staline enjolive la réalité du pays, il y a de nombreuses mises en scène qui mettent en avant le parti au pouvoir comme on peut observer dans le célèbre film Tchapaïev sorti en 1934. De plus, des films tels que, Le professeur Manlock, de Minkin, La famille Oppenheim de Rochal, la Salamandre de Rochal s'opposent aux nazis.

## Enjeu de débat

### Concept très politisé
L'emploi du concept de totalitarisme a été refoulé durant la période de la Seconde Guerre mondiale, du fait de l'alliance des démocraties occidentales avec l'Union soviétique dans la lutte contre l'Allemagne nazie. Le concept a connu son âge d'or à partir de la proclamation de la doctrine Truman, en 1947. L'analogie entre l'Allemagne de Hitler et la Russie de Staline laissait à penser que la Guerre froide était simplement une répétition des années 1930, car la Russie soviétique pouvait se comporter de la même manière que l'Allemagne dans l'entre-deux-guerres. Selon Les Adler et Thomas Paterson, le « cauchemar d'un "fascisme rouge" a terrorisé une génération d'Américains ». La notion de totalitarisme, qui a fait l'objet d'un nombre considérable de travaux et dont l'usage était très répandu, se formulait alors dans une connotation strictement négative.

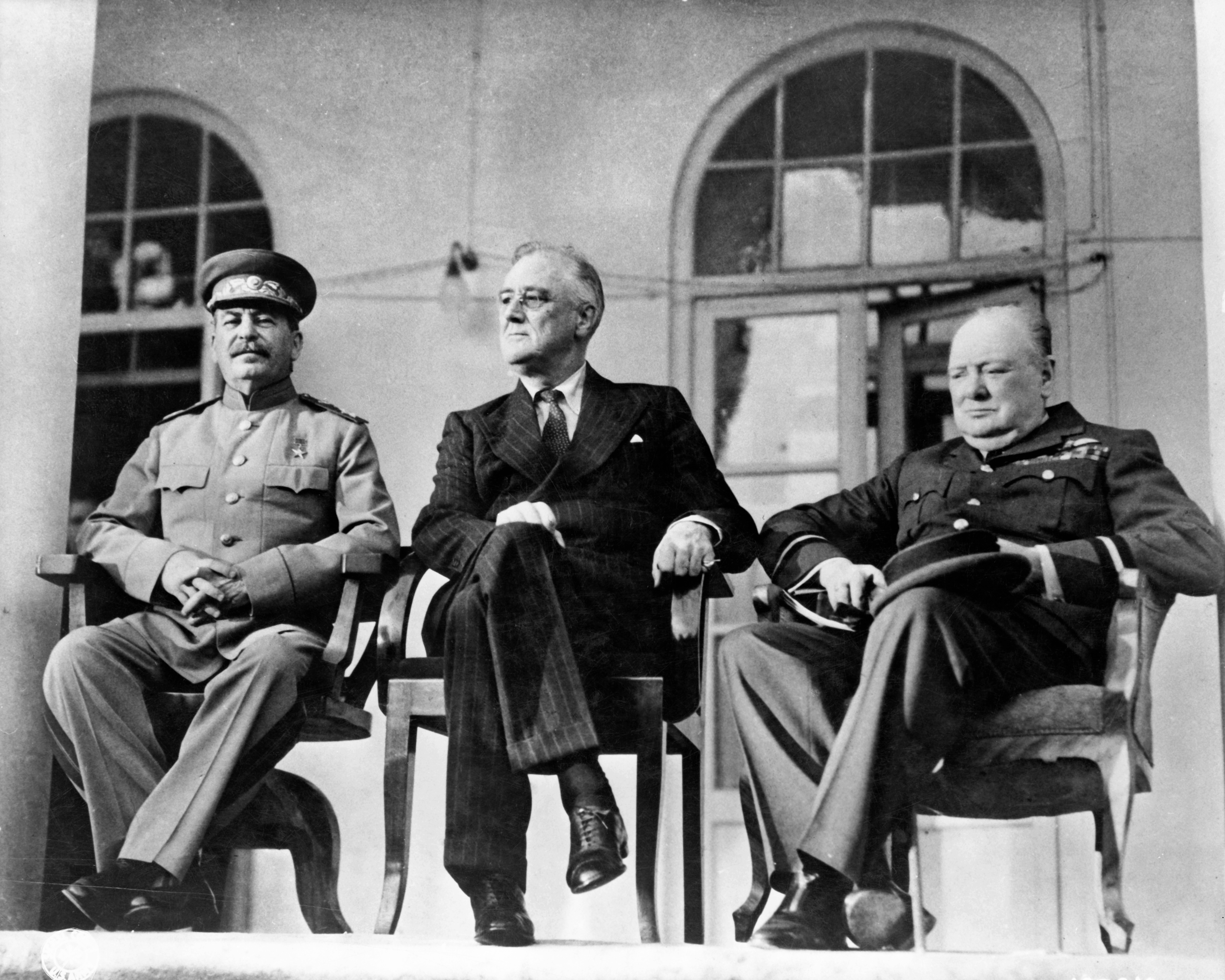
Staline, Franklin Delano Roosevelt et Winston Churchill à la Conférence de Téhéran en 1943.

L'économiste Friedrich Hayek, dans La Route de la servitude, décrivait le totalitarisme comme une conséquence inéluctable de l’application des mesures socialistes à l’économie. Il arguait que la socialisation de l’économie ne pouvait que déboucher sur la suppression totale des libertés, y compris des libertés politiques et donc que le socialisme était structurellement incompatible avec la démocratie. Friedrich Hayek pensait que des liens systémiques unissaient l’économie, le droit et les institutions politiques. S’opposer au libre fonctionnement des mécanismes du marché, dans lequel il voyait la source ultime de toute civilisation, reviendrait à installer un régime tyrannique. L’idée selon laquelle la planification économique serait le principe du totalitarisme a connu un important succès aux États-Unis. Dans The Fatal Conceit, Friedrich Hayek a repris une dernière fois sa critique du socialisme, qu’il considérait comme une erreur fatale et le produit de la vanité intellectuelle.
Pour Bertrand de Jouvenel, c'est la démocratie qui est totalitaire : il a ainsi intitulé l'un des chapitres de son ouvrage principal Du pouvoir « La démocratie totalitaire ». Il considère que la démocratie en laissant l'espoir à chacun d'accéder au pouvoir incite à la prise du pouvoir et non à la réduction de l'« arbitraire étatique », phénomène entraînant un renforcement toujours plus grand des États.
Dans les années 1970, la notion de totalitarisme a été adoptée par des intellectuels d’Europe de l'Est émigrés en Occident, tels Leszek Kołakowski, Michel Heller ou Alexandre Zinoviev. Bien des dissidents de l’Est reproduisaient au travers de leurs travaux les descriptions les plus classiques du totalitarisme. Ils ont insisté de manière unanime sur le succès des politiques totalitaires. Kolakowski décrit le système stalinien comme « système politique où tous les rapports sociaux ont été étatisés et où l’État omnipotent se retrouve seul face à des individus réduits à l’état d’atomes » et le stalinisme comme « un marxisme-léninisme en action », c’est-à-dire le résultat inévitable de la mise en pratique de la vision du monde marxiste-léniniste.

### Critiques précoces de la théorie du totalitarisme
Les recherches sur la notion de totalitarisme se sont effectuées dans le contexte politique de la guerre froide, où le modèle capitaliste et pluripartite s'opposait au modèle communiste monopartite. Après avoir été instrumentalisé par le maccarthysme aux États-Unis dans les années 1950, le concept de totalitarisme a commencé à être désavoué au cours des années 1960 par la recherche empirique des sciences sociales, dans le cadre d'un mouvement général de remise en question du libéralisme, favorisée par la détente. De nouvelles interprétations sont alors apparues : d'une part l’hostilité générale envers l’URSS faiblissait, d’autre part, les nouvelles relations entre les États-Unis et l’URSS ont entraîné des échanges intellectuels entre les deux pays (les chercheurs occidentaux étaient autorisés, bien plus que dans le courant des années 1950, à travailler dans les archives et les bibliothèques soviétiques). Il apparaissait évident que, dans les faits, l’État soviétique n’était pas parvenu à « atomiser » la société ou à éliminer la vie privée : les théoriciens du totalitarisme avaient surestimé les capacités du pouvoir soviétique à contrôler la société, et sous-estimé les capacités de résistance des individus.

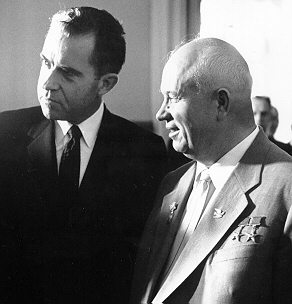
Richard Nixon et Nikita Khrouchtchev.

Tel qu'on l'avait connu, le système nazi ne manifestait aucun signe d'affaiblissement ou d'effondrement intérieur, au contraire, avant que la victoire alliée ne mette un terme à son existence. Or, après la mort de Staline, à partir de Khrouchtchev, l'Union soviétique avait commencé à changer, ce qui infirmait l’immobilisme prêté au système par le « modèle totalitaire ». La terreur s’était apaisée (pourtant considérée comme une caractéristique fondamentale du totalitarisme), le pouvoir personnel de Staline avait laissé place à une direction collective, des groupes de la nomenklatura bénéficiaient d’un rôle accru, la « purge permanente » avait laissé place au souci de sécurité de l’oligarchie. L’idéologie servait à la justification du pouvoir en place plutôt que de moteur dynamique de transformation de la société. Enfin, la consommation et l’économie parallèle progressaient et le pays s’ouvrait économiquement vers l’extérieur. Les théoriciens du totalitarisme comme Hannah Arendt et Zbigniew Brzezinski avaient mis au premier plan de leur analyse les formes extrêmes des dictatures dites totalitaires, qui se sont révélées, en URSS comme plus tard en Chine populaire, liées dans une très large mesure à la personne du tyran. La théorie du totalitarisme n’avait pas envisagé la possibilité que ces régimes s’engagent dans un processus d’apaisement de la dictature.
La pertinence du concept de totalitarisme et son utilité pour l’analyse historique et comparative ont alors été remises en question par une nouvelle génération de politologues américains. Ce concept, perçu comme une survivance de la Guerre froide, était accusé de sous-estimer la complexité des régimes auxquels il s’appliquait. Alexander J. Groth émettait des doutes sur la capacité du concept de totalitarisme à comprendre correctement l’Italie fasciste, l’Allemagne nazie et l’Union soviétique. Ce concept se concentrait sur les traits que ces régimes avaient en commun, alors que leurs différences méritaient une plus grande attention. Les Adler et Thomas Paterson partageaient cette opinion : « les différences réelles entre les systèmes fasciste et communiste ont été obscurcies ». Pourtant, poursuivaient-ils, les origines, les idéologies, les buts et les pratiques de ces systèmes étaient largement différents. La recherche historique a peu à peu mis en cause la légitimité du parallèle entre nazisme et communisme, en soulignant notamment la spécificité du génocide nazi, et plus généralement la singularité de régimes qui n’ont pas les mêmes origines.
Selon Robert C. Tucker, la comparaison entre l’Allemagne nazie et la Russie communiste était trop étroite. De plus, de nombreux auteurs convaincus que le régime soviétique découle de déviations historiques qui trahissent l'idéologie communiste, reprochent au « modèle totalitaire » d’établir une filiation entre le communisme, le bolchevisme et le stalinisme. Cette filiation considère le monde communiste comme un tout, et n’est que peu sensible aux différences existant entre les pays communistes. Dans un article, Herbert J. Spiro regrettait le fait que le terme de totalitarisme ait été un slogan anticommuniste durant la Guerre froide : l’usage propagandiste du terme « a eu tendance à obscurcir l’utilité qu’il pouvait avoir pour l’analyse systématique et la comparaison des entités politiques ». Benjamin Barber, pourtant ancien défenseur de la théorie du totalitarisme, appelait au dépassement d’un concept condamné « sinon par l’oubli, du moins par une désuétude croissante ». John Alexander Armstrong, intellectuel conservateur, a lui aussi critiqué explicitement le concept de totalitarisme à la fin des années 1960, arguant qu’il n’était pas capable de rendre compte de l’évolution de plusieurs régimes communistes.
L’expérience de démocratisation menée en Tchécoslovaquie lors du « printemps de Prague » de 1968 a rouvert le débat sur le changement dans les pays communistes et sur les différences entre ceux-ci. Le paradigme du totalitarisme est ainsi entré en conflit avec les nouveaux domaines de recherche qui intéressaient les spécialistes en sciences sociales et les historiens qui s’ouvraient aux méthodes des sciences sociales. Le « modèle totalitaire », par exemple, n’encourageait pas les études portant sur les rapports et les différences entre le centre et la périphérie. Georges Mink par exemple, dans Vie et Mort du bloc soviétique, préfère parler de soviétisation/désoviétisation lorsqu'il s'agit d'aborder les pays du bloc de l'Est (URSS et pays satellites).
Néanmoins, l’idée de totalitarisme n’était pas complètement écartée : elle désignait une phase caractéristique des débuts de la domination communiste qui exigeait la mobilisation de la société, le plus souvent pour cause d’industrialisation. À la suite de cette phase d’industrialisation, l’élite révolutionnaire s’est bureaucratisée et la société communiste est devenue bien plus complexe et différenciée. C'est pourquoi, en comparaison avec l'Allemagne nazie de Hitler, certains chercheurs limitent la période totalitaire au régime de Staline, particulièrement dans ses dernières années (1950-1953), où la paranoïa de Staline atteignit son paroxysme. À partir de 1970, le constat que les régimes communistes n’étaient pas statiques, mais qu’ils traversaient au contraire différentes phases, faisait quasi-unanimité parmi les universitaires. Ils étaient nombreux à estimer que de nouveaux modèles théoriques étaient nécessaires pour étudier les États et les sociétés communistes dans la période post-stalinienne.
Dans la soviétologie, le débat autour de la notion de totalitarisme a opposé deux écoles historiographiques. L'« école du totalitarisme », après avoir été dominante aux États-Unis dans les années 1950-1960, a été contestée par une école « révisionniste », qui a remis en question les fondements de la soviétologie par le biais de l'histoire sociale.

### Critiques contemporaines

Portrait officiel de Mao Zedong.

Dans les sciences humaines, le terme a donné lieu à un débat qui n'est toujours pas clos. Le terme a fait l'objet de nombreuses définitions, différentes et parfois antagonistes selon les convictions des auteurs. Certains auteurs qualifient de totalitaires des régimes comme l'Allemagne sous Adolf Hitler, l'URSS sous Staline, le Turkménistan sous Saparmyrat Nyýazow, la Corée du Nord sous Kim Il-sung puis Kim Jong-il, le Cambodge sous Pol Pot (Khmers rouges), l'Iran sous Khomeini, Cuba sous Fidel Castro, la Chine depuis l'époque de Mao Zedong jusqu'à nos jours ou l'Afghanistan sous les Talibans. L'empire du Japon de 1932 à 1945, la Première République française du temps de la Terreur ainsi que le régime de Vichy présentent de nombreux caractères totalitaires.
Les politologues des débuts de la Guerre froide ont beaucoup cité Hannah Arendt pour sa comparaison entre Allemagne nazie et Russie soviétique, mais contrairement à elle, ils n’ont pas creusé le problème du point de vue social et historique. Carl Friedrich et son école se sont bornés à l’analyse des régimes totalitaires une fois constitués, quitte à négliger la question de leurs origines. Comme le dit Enzo Traverso, « l’affinité essentielle entre l’Allemagne nazie et l’URSS était postulée sur la base d’une simple comparaison phénoménologique, statique, descriptive, jamais étudiée à partir de la genèse et de la dynamique de ces régimes ». Friedrich semble s’excuser : « pourquoi les sociétés totalitaires sont ce qu’elles sont, nous ne le savons pas ». D’après l'historien Enzo Traverso, la principale conséquence de l’application des concepts d’idéocratie et de religion séculière a été « de déshistoriser le fait totalitaire, qui ne sera pas étudié comme résultat d’un processus social et politique mais réduit à l’incarnation d’une idée ».
Par ailleurs, la pertinence du concept de totalitarisme, aussi bien que son application à l'Union soviétique en dehors de la période stalinienne, reste sujette à débat[réf. à confirmer].
Dans un article au titre éloquent, Ian Kershaw marque ses fortes réticences à l'égard de la théorie du totalitarisme. Concernant le Troisième Reich, l'historien anglais conteste l'atomisation de la société civile, premier des traits du totalitarisme selon Hannah Arendt. Son étude sur la Bavière lui permet d'affirmer qu'une opinion populaire demeure, indépendamment de l'idéologie nazie. La société a su s'appuyer sur ses traditions pour exprimer ses doléances ou pour opposer une résistance ponctuelle, elle ne s'est donc pas réduite à « l'homme unique » dont Arendt parlait. Selon Kershaw, le concept de totalitarisme « aide, contre la propre volonté de la plupart de ses utilisateurs, à marquer les différences radicales qui existent » entre les deux régimes stalinien et nazi. Il conclut en considérant que « le concept de totalitarisme a un pouvoir essentiellement descriptif, très faiblement explicatif - ce en quoi il n'est peut-être d'ailleurs pas un concept ».
Dans leur ouvrage commun, paru en 2003, Alain Blum et Martine Mespoulet regrettent que l'« approche totalitaire postulant la nature essentiellement politique de l'histoire soviétique, la société n'a guère de place dans cette analyse ». Concernant l'Union soviétique, « le débat autour du totalitarisme a souvent occulté la complexité de l'organisation du commandement, et plus généralement des formes du gouvernement stalinien ». De manière plus directe, Roland Lew, historien spécialiste de la Chine maoïste, parle d'un paradigme « profondément obsolète », basé sur « une conception largement a-historique », qui « n'a continué à vivre et même à prospérer que grâce à l'affrontement idéologique ».
Le 25 janvier 2006, l’Assemblée parlementaire du Conseil de l'Europe adoptait une Résolution sur la nécessité d’une condamnation internationale des crimes des régimes communistes totalitaires.
Le Parlement européen a exprimé à plusieurs reprises son opposition aux régimes totalitaires. Le 23 septembre 2008, il publiait une déclaration sur la proclamation du 23 août comme journée européenne de commémoration des victimes du stalinisme et du nazisme. Le 2 avril 2009, il adoptait à la majorité absolue une résolution condamnant les régimes totalitaires, en particulier communistes et nazi.

### Concept indispensable malgré tout?
Malgré les critiques, l’analyse au travers du prisme du totalitarisme n’a pas été abandonnée. De nombreux auteurs en ont défendu la valeur heuristique. Le Polonais Leszek Kołakowski reconnaissait qu'« un modèle parfait d’une société totalitaire est introuvable ». Mais d’après le philosophe polonais, cela ne constituait pas un obstacle sérieux à l’utilisation du concept, étant donné que les concepts employés pour décrire les phénomènes sociaux de grande échelle n’avaient jamais d’équivalents empiriques parfaits. Il pouvait y avoir des changements significatifs en URSS, mais sans transformation fondamentale du communisme, le contrôle total ayant toujours été l’objectif d’un parti qui se voulait omnipotent.
L'Américain Martin Malia s’est lui aussi inspiré de la pensée weberienne : le totalitarisme est un idéal-type, « toujours imparfaitement réalisé dans le domaine empirique ». Un idéal-type est une abstraction qui ne se retrouvera jamais telle quelle dans la réalité, mais qui permet néanmoins l’intelligibilité du phénomène sur le plan conceptuel, sa compréhension. Selon l'historien américain, le mot « totalitaire » ne veut pas dire que « des régimes de ce genre exerçaient de fait un total contrôle de la population (puisque c'est impossible), mais qu'un tel contrôle était leur aspiration fondamentale ». Les régimes tentent d'être totalitaires, mais la résistance des faits, de la réalité sociale ou économique, et la résistance active ou passive des populations, les en empêchent, et parviennent à préserver des espaces non-contrôlés.
La théorie du totalitarisme a connu un nouvel essor dans les années 1990. L'effondrement de l'URSS, en 1991, a partiellement donné raison à ses partisans. Les historiens de l'école révisionniste soutenaient majoritairement que le régime soviétique était un État moderne, puisqu'il était réformable. Or, les tentatives de restructuration menées par Mikhaïl Gorbatchev ont conduit à la ruine complète du système. Martin Malia annonça dès 1990 l'échec de la perestroïka dans un article publié anonymement qui connut un certain retentissement. Il y expliquait notamment que Gorbatchev échouerait parce qu'il restait trop « communiste » et que le système soviétique n'était pas réformable. Il présentait le régime « totalitaire » soviétique comme reposant sur quatre piliers intangibles :
1. « le rôle dirigeant du parti […] ;
2. la planification économique autoritaire ;
3. la police politique et
4. l'idéologie obligatoire ».

Selon Malia, toucher à l'un de ces piliers, tous indispensables au maintien du système, revenait à provoquer son « écroulement total ».
Pour de nombreux historiens, le totalitarisme reste un concept-clé dans l'étude et la compréhension du XXe siècle. Pour Enzo Traverso, il est « un garde-fou de la pensée » : il « condense une image du XXe siècle dont l'oubli empêcherait de fonder une attitude responsable, tant sur le plan éthique que sur le plan politique, dans le présent ». En conclusion, l'historien italien juge le concept à la fois incontournable et insuffisant : « incontournable pour la théorie politique, soucieuse de dresser une typologie des formes de pouvoir, et pour la philosophie politique, confrontée à la nouveauté radicale des régimes visant l'anéantissement du politique ; insuffisant pour l'historiographie, confrontée à la concrétude des événements ».

## Extension du concept auXXIesiècle
Le mot « totalitarisme », entré dans le langage courant, est bien souvent utilisé sans les précautions méthodologiques nécessaires. Ayant une connotation forte, faisant penser aux régimes hitlérien et stalinien, il jette le discrédit facilement et marque les esprits. Il peut donc servir d'arme de propagande contre l'ennemi. L'usage du concept requiert une analyse approfondie de la société ou de la structure du groupe étudié, il faut en faire ressortir les catégories essentielles et les processus de dé-différenciation propres au totalitarisme.
Ainsi, la fin du XXe siècle et le début du XXIe siècle ont vu fleurir de nouveaux néologismes politiques contenant « totalitarisme ». Cet usage met l’accent sur le fait que les actions ciblées aboutissent à imposer un régime qui remplit les critères du totalitarisme.
Le film libertaire De la servitude moderne décrit quant à lui la mondialisation et le système économique et politique qui l'accompagne comme un « totalitarisme marchand » où l'homme serait réduit à la condition d'esclave[réf. nécessaire].
Michel Rostagnat considère que l'essence du totalitarisme est la mise en face-à-face entre l'individu et l'État, en supprimant les corps intermédiaires.
La nature totalitaire de l'État islamique est débattue chez les chercheurs. L'historien spécialiste de l’antisémitisme Georges Bensoussan pense que l'État islamique n'est pas islamo-fasciste car le fascisme est un concept européen qui ne rend pas compte de l'aspect complètement étranger de Daesh, mais bien une idéologie totalitaire tout comme l'était le nazisme.

## Idéologies, figures et crimes des totalitarismes
| Parti au pouvoir                                     | Pays                           | Période                  | Leader totalitaire                    | Fondations idéologiques                                                                        | Principaux penseurs et figures complices                                                       | Crimes de guerre / crimes contre l'humanité |
| ---------------------------------------------------- | ------------------------------ | ------------------------ | ------------------------------------- | ---------------------------------------------------------------------------------------------- | ---------------------------------------------------------------------------------------------- | --- |
| Régimes totalitaires reconnus                        |                                |                          |                                       |                                                                                                |                                                                                                | |
| Parti national fasciste                              | Royaume d'Italie               | 1925-1943                | Benito Mussolini                      | Fascisme, Irrédentisme, Anticommunisme, Corporatisme, Autarcie                                 | Gentile, Ciano,Graziani                                                                        | Crimes durant la Seconde guerre italo-éthiopienne et la Seconde Guerre mondiale. |
| Parti communiste de l'Union soviétique               | Union soviétique               | 1929-1953                | Joseph Staline                        | Communisme, Marxisme-léninisme, Athéisme d'État, Économie planifiée                            | Molotov, Beria, Iejov                                                                          | 20 millions de morts principalement liés aux crimes de la Seconde Guerre mondiale, aux déportations de minorités, aux famines potentiellement organisées (Holodomor), aux victimes du Goulag.                                                                                  |
| Parti national-socialiste des travailleurs allemands | Reich allemand                 | 1933-1945                | Adolf Hitler                          | Nazisme Antisémitisme Pangermanisme Impérialisme Économie planifiée                            | Göring Goebbels Himmler Bormann                                                                | 50 millions de morts principalement liés aux crimes du Front de l'Est (Seconde Guerre mondiale), aux Génocides juif et tsigane, aux privations et exactions envers les peuples "slaves" et occupés.                                                                            |
| Autres régimes potentiellement totalitaires          |                                |                          |                                       |                                                                                                |                                                                                                | |
| Parti communiste chinois                             | Chine                          | 1949-en cours            | Mao Zedong Xi Jinping                 | Stalinisme, Marxisme-léninisme-maoïsme, Révolution culturelle, Tiers-mondisme                  | Zhou Enlai, Zhang Chunqiao, Lin Biao, Yao Wenyuan                                              | 60 à 80 millions de morts liés principalement aux crimes de la Guerre civile chinoise, aux privations du Grand Bond en avant, à la Révolution culturelle et aux victimes du Laogai ; ethnocide Ouïghour, absence relative de liberté de pensée, d'information et d'expression. |
| Association de soutien à l'autorité impériale        | Empire du Japon                | 1931-1945                | Hideki Tōjō Hirohito                  | Pan-asianisme, Impérialisme, Militarisme                                                       | Kanji Ishiwara, Kōki Hirota, Sadao Araki, Yasuhito Chichibu                                    | Plus de 10 millions de morts principalement liés aux crimes de la Guerre sino-japonaise (1937-1945) et de la Guerre du Pacifique, aux privations et exactions envers les peuples occupés, aux cas d'Esclavage sexuel.                                                          |
| Association Concordia                                | Mandchoukouo                   | 1932-1945                | Puyi                                  | Pan-asianisme, Personnalisme, Nationalisme mandchou, Monarchisme                               | Zheng Xiaoxu, Zhang Jinghui                                                                    | « Expériences scientifiques » sur des prisonniers chinois par des médecins japonais. Trafic par l'État d'opium. Travail forcé de civils chinois dans les mines et usines. |
| Front patriotique                                    | Autriche                       | 1933-1938                | Engelbert Dollfuss                    | Austrofascisme, Corporatisme, Anticommunisme, Anti-nazisme, Catholicisme traditionaliste       | Kurt Schuschnigg                                                                               | Répression des oppositions nazie et communiste. |
| Phalange espagnole                                   | État espagnol,                 | 1939-1959                | Francisco Franco                      | National-catholicisme, Fascisme clérical, National-syndicalisme, Anticommunisme                | Ramón Serrano Súñer                                                                            | Terreur blanche (Espagne) De 125 000 à 400 000 morts (1936 - 1944) |
| Oustachis                                            | État indépendant de Croatie    | 1941-1945                | Ante Pavelić                          | Nationalisme croate, Fascisme clérical, Antisémitisme, Serbophobie                             | Mladen Lorković, Slavko Kvaternik                                                              | Génocide et conversion forcée au catholicisme de la population serbe (près de 500 000 morts). Massacre de 40 000 Roms. Déportation de Juifs à Jasenovac. |
| Rassemblement national                               | Norvège                        | 1942-1945                | Vidkun Quisling                       | National-socialisme, Néopaganisme germanique, Antisémitisme, Anticommunisme, Collaborationisme | Jonas Lie, Gulbrand Lunde, Josef Terboven                                                      | Livraison d'au moins 750 Juifs à l'Allemagne. Répression des actions de résistance. |
| Régime de Vichy                                      | France                         | 1940-1944                | Philippe Pétain                       | Antisémitisme, Anticommunisme, Collaborationisme, Cléricalisme                                 | Pierre Laval                                                                                   | Lois sur le statut des Juifs du régime de Vichy. Rafle du Vélodrome d'Hiver Répression des actions de résistance. Camp de concentration de Drancy. Rétablissement des délits d'opinion ou d'appartenance via les Principes de la Communauté                                    |
| Parti socialiste populaire russe "Viking"            | République de Lokot            | 1941-1943                | Konstantin Voskoboïnik                | Antisémitisme, Agrarisme, Capitalisme, Anticommunisme                                          | Bronislaw Kaminski                                                                             | Massacre par la police de la population juive locale (262 personnes). |
| Parti fasciste républicain                           | République sociale italienne   | 1943-1945                | Benito Mussolini                      | Sansepolcrismo, Antisémitisme, Républicanisme, National-syndicalisme                           | Rodolfo Graziani, Guido Buffarini Guidi, Alessandro Pavolini, Achille Starace, Nicola Bombacci | Livraison de 8 000 Juifs à l'Allemagne. Répression des actes de résistance. |
| Parti du travail de Corée                            | Corée du Nord                  | 1948-en cours            | Kim Il-sung, Kim Jong-il, Kim Jong-un | Juche, Stalinisme, Maoïsme, Antiaméricanisme                                                   | Hwang Jang-yop                                                                                 | Goulags en activité depuis la création de l’État, environ 100 000 prisonniers aujourd'hui. |
| Parti communiste du Kampuchéa                        | Kampuchéa démocratique         | 1975-1979                | Pol Pot                               | Marxisme-léninisme, Nationalisme khmer, Autarcie, Agrarisme                                    | Samphân, Sary, Chea, Mok                                                                       | 2 millions de morts principalement liés aux crimes de la Guerre civile cambodgienne (1967-1975), aux travaux forcés, aux privations, aux exactions, au génocide. |
| Néant                                                | État islamique                 | 2014-2019                | Abou Bakr al-Baghdadi                 | Salafisme djihadiste                                                                           | Abou Bakr al-Naji, Abou Ali al-Anbari                                                          | Plusieurs dizaines de milliers de morts dans de nombreux combats, massacres et attentats sur l'ensemble du globe, principalement dans le cadre de la guerre d'Irak et de la guerre civile syrienne. Génocide et esclavage sexuel des yézidis,.                                 |
| Taliban                                              | Émirat islamique d'Afghanistan | 1996-2001, 2021-en cours | Mohammad Omar, Haibatullah Akhundzada | Islamisme, deobandi, Nationalisme religieux                                                    | Mansour, Baradar                                                                               | Instauration d'une théocratie prônant le retour à un « Islam pur ». Existence d'un « Ministère pour la Promotion de la vertu et la Répression du vice » contrôlant tous les aspects de la vie des Afghans.                                                                     |

## Dans la fiction
- Œuvres littéraires anti-totalitaires :
  - Evgueni Zamiatine, Nous autres, 1920.
  - Aldous Huxley, Le Meilleur des mondes, 1932.
  - Arthur Koestler, Le Zéro et l'Infini, 1945.
  - George Orwell, La Ferme des animaux, 1945.
  - George Orwell, 1984, 1949.
  - Ray Bradbury, Fahrenheit 451, 1953.
  - Ira Levin, Un Bonheur insoutenable, 1969.
  - Margaret Atwood, La Servante écarlate, 1985.
  - Alan Moore et David Lloyd, V pour Vendetta, 1990.
- Films :
  - Fahrenheit 451 de François Truffaut, 1966.
  - THX 1138 de George Lucas, 1971.
  - Soleil vert de Richard Fleischer, 1973.
  - 1984 de Michael Radford, 1984.
  - Brazil de Terry Gilliam, 1985.
  - Bienvenue à Gattaca de Andrew Niccol, 1997.
  - Equilibrium de Kurt Wimmer, 2003.
  - Æon Flux de Karyn Kusama, 2006.
  - V pour Vendetta de James McTeigue, 2006.
- Dicton populaire allemand[105] : Quelle est la définition d'une démocratie, d'une dictature et d'un totalitarisme ?
  - En démocratie, tout ce qui n'est pas interdit est permis.
  - Sous une dictature, tout ce qui n'est pas permis est interdit.
  - Dans un totalitarisme, tout ce qui n'est pas interdit est obligatoire.

## Interprétations diverses
- Selon François Furet (Le passé d'une illusion), ce sont les utopies qui produisent des systèmes totalitaires et l'antidote serait le pragmatisme : un point de vue partagé, dans de nombreux débats, par Alain Minc, Alain Finkielkraut, Bernard-Henri Lévy (La barbarie à visage humain).
- Selon Václav Havel (Pour l’identité humaine, 1984, L'amour et la vérité doivent triompher de la haine et du mensonge, 2007), le totalitarisme ne découle pas des utopies (qui se trouvent du côté des dissidents et des penseurs de travers de tout système) mais d'idéologies globalisantes et toujours coercitives, qui seraient par nature anti-utopiques et ouvriraient la porte à la bestialité et la prédation humaines[réf. souhaitée].